# Real Acuerdo
El Real Acuerdo fue una institución consultiva y de gobierno del Imperio español en América y, tras la promulgación por Felipe V de España de los Decretos de Nueva Planta (1707-1716), de las "provincias" de los antiguos estados de la abolida Corona de Aragón. Estaba formada por el virrey —en las Indias— o por el capitán general —en España— junto con los oidores de la Real Audiencia y constituía la máxima autoridad colegiada en el virreinato en América o de la "provincia" en España, aunque siempre estuvo subordinada al virrey o al capitán general, respectivamente.

## El Real Acuerdo en los virreinatos de Indias
Al principio tuvo un carácter informal y sólo se reunía cuando el virrey, generalmente en situaciones de crisis, requería el consejo de los oidores de la Real Audiencia en un determinado asunto de especial gravedad. Estas reuniones fueron más regulares a medida que los virreyes fueron valorando la utilidad de las mismas debido a la sólida formación jurídica de los miembros de la Audiencia. Así después de haber tratado una cuestión el virrey le pedía a los oidores que para dar fundamento jurídico al dictamen que se hubiera alcanzado por mayoría o por unanimidad lo redactaran por escrito, al que se llamó real acuerdo. Por extensión la reunión o junta del virrey con los oidores tomó el nombre de Real Acuerdo. Sin embargo, estos dictámenes nunca fueron vinculantes para el virrey, aunque éste solía seguirlos, aunque sólo fuera para no asumir él únicamente la responsabilidad de una decisión ante el Consejo de Indias o ante el rey. Así fue como el Real Acuerdo acabó convirtiéndose en la máxima institución consultiva de los virreinatos de Indias.

## El Real Acuerdo en la "Nueva Planta" borbónica delsigloXVIII

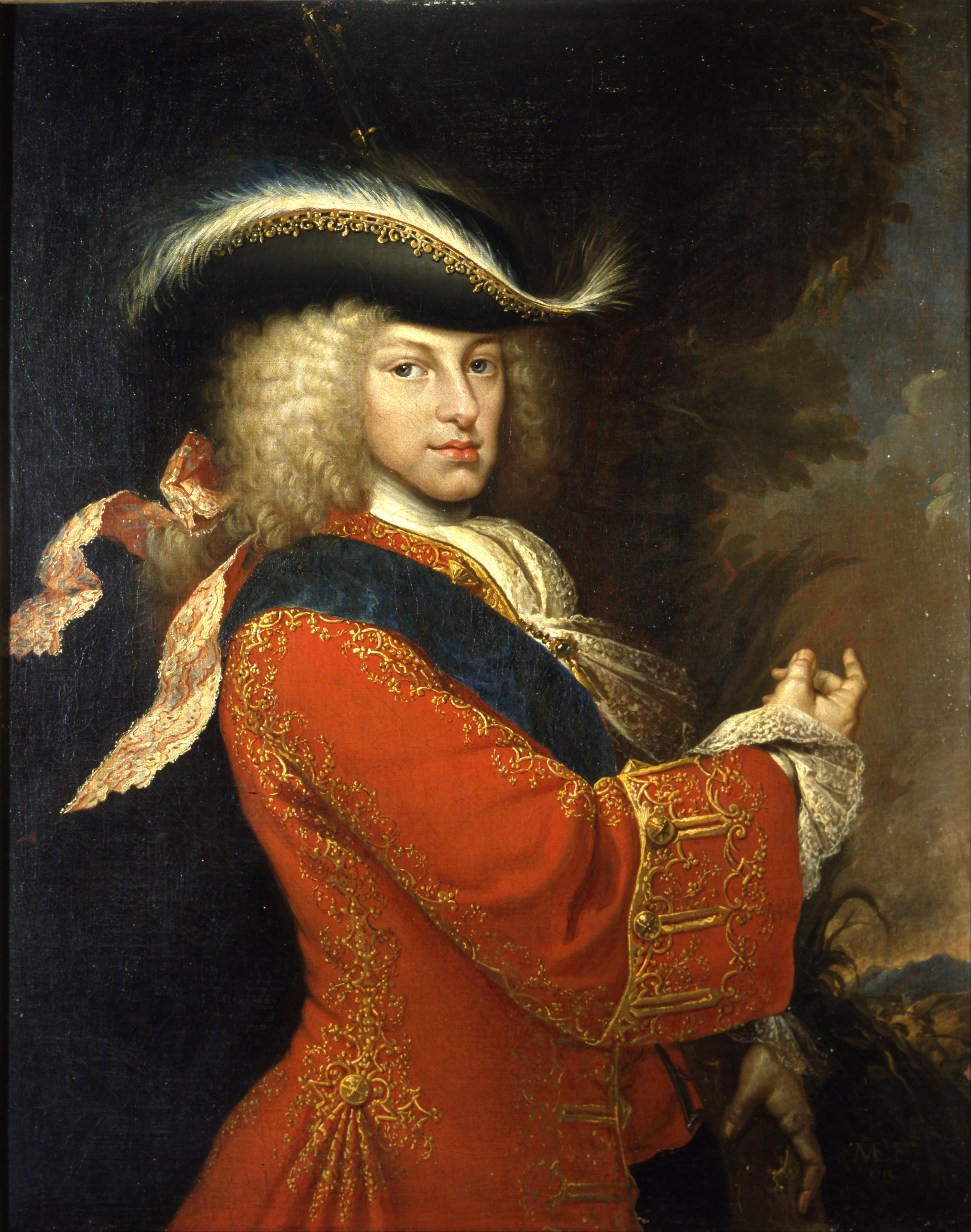
Retrato de Felipe V de España, primer rey de la Casa de Borbón, en 1712

Tras los Decretos de Nueva Planta promulgados por Felipe V durante y al final de la Guerra de Sucesión Española los estados de la Corona de Aragón perdieron sus leyes e instituciones propias. Convertidos en "provincias" la máxima autoridad civil, militar y judicial en representación del rey, fue ostentada por el capitán general. Sin embargo, el capitán general debía ejercer teóricamente el gobierno conjuntamente y de acuerdo con la Real Audiencia, de la que era presidente, formando así el Real Acuerdo. Así la función de la Real Audiencia era doble pues debía atender el gobierno de la "provincia" —formando entonces el Real Acuerdo junto con el capitán general, que lo presidía— e impartir justicia como su más alto tribunal —sin la participación del capitán general—, siendo en este caso el regente su primer magistrado. Las relaciones entre el virrey y los miembros de la Audiencia no fueron fáciles y las fricciones eran frecuentes.
Según el historiador Enrique Giménez la institucionalización del Real Acuerdo, al menos para el caso del Reino de Valencia, se debió a los continuos conflictos de competencias que se produjeron en los primeros años de la Nueva Planta entre el capitán general y la Chancillería de Valencia -luego reconvertida en Audiencia-, "derivados en muchos casos, de la distinta concepción del modelo institucional que se quería para Valencia... Mientras que el Capitán General consideraba como prioritario el mantenimiento de orden público mediante métodos coercitivos aplicados por militares, la Chancillería propugnaba un mayor protagonismo de los letrados en la administración valenciana que, a su criterio debía ir progresivamente abandonando el tono excesivamente militarista que poseía y adquirir contenidos más civilistas". El conflicto lo resolvió Felipe V en julio de 1716 al aplicar a Valencia la misma estructura que acababa de aprobar en el Decreto de Nueva Planta de Cataluña: rebajar la Chancillería a Audiencia y ponerla bajo la presidencia del Capitán General, "con lo que la subordinación del máximo tribunal se reconocía orgánicamente, al igual que sucedía en los restantes territorios de la antigua corona aragonesa". Cuando la Audiencia presidida por el virrey trataba asuntos de gobierno constituía el Real Acuerdo, constituido así en "el núcleo de poder en la Valencia borbónica, en el que la autoridad militar tenía preponderancia sobre la autoridad civil en el organismo colegiado que representaba al soberano".
Una de las funciones fundamentales del Real Acuerdo era controlar a los municipios para asegurarse que cumplían las órdenes del Consejo de Castilla y de los Secretarios del Despacho de la corte en Madrid. El Real Acuerdo fue abolido por las Cortes de Cádiz, pero fue restaurado por Fernando VII en 1814 hasta que el triunfo definitivo de la Revolución liberal española lo suprimió definitivamente, acabando con una institución propia del Antiguo Régimen que aunaba poderes gubernativos y judiciales.